# Dodenwake (roman)
Dodenwake (Engels: Pet Sematary) is een boek uit 1983 van de Amerikaanse schrijver Stephen King. Het werd in 1989 en 2019 verfilmd als Pet Sematary.

## Het verhaal
Louis en Rachel Creed zijn met hun dochtertje Eileen (Ellie), hun zoontje Gage, en hun kat Winston Churchill (Church) naar Maine verhuisd, waar Louis een baan heeft aangenomen als arts bij een universiteitskliniek. Het is een prachtig huis, maar er loopt wel een gevaarlijke doorgaande weg voor langs, waar voortdurend trucks rijden. Hij ontmoet zijn buren Jud en Norma, een ouder stel, en ontwikkelt met Jud al snel een vader-zoonachtige relatie. Jud laat hem een pad achter zijn huis zien dat leidt naar een dierenbegraafplaats in het bos. Al zeker een eeuw lang begraven kinderen daar hun dode huisdieren.
Dit schokt Ellie, die voor het eerst met de dood geconfronteerd wordt, en met de mogelijkheid dat Church ook dood zal gaan. Het veroorzaakt later een knallende ruzie tussen Louis en Rachel. Louis ziet als arts de dood als iets natuurlijks, en wil bovendien zijn kinderen niet voorliegen zoals zijn ouders wel bij hem hadden gedaan over waar baby's vandaan komen. Rachel daarentegen heeft een geestelijk litteken overgehouden aan de dood van haar zus Zelda aan spinale meningitis, en is bang dat deze confrontatie met de dood eveneens traumatiserend voor Ellie is. Louis besluit Church te laten castreren zodat hij minder rond zal zwerven en dus hopelijk minder gevaar loopt doodgereden te worden.
Vrij snel daarna, op Louis' eerste werkdag, krijgt hij meteen al een spoedgeval te behandelen. Een jongen, Victor Pascow, is aangereden. Louis ziet direct dat hij stervende is: een deel van zijn schedel is weggeslagen en de hersenen liggen bloot. De jongen richt zich in zijn laatste woorden tot Louis, noemt Louis bij zijn naam terwijl hij hem niet kent, en zegt dat het dierenkerkhof niet het echte kerkhof is. De nacht erna droomt Louis van Victor Pascow, die hem bezweert niet voorbij de stapel boomstammen achter het dierenkerkhof te gaan.
Enkele maanden daarna gaan Rachel en de kinderen naar Rachels ouders. Louis kan niet met hen overweg (ze accepteren hem niet omdat hij niet joods is en ze hem te min vinden) en blijft thuis om op Church te passen. Church wordt doodgereden, en Louis is radeloos. Hij weet hoeveel Ellie van Church hield, hoe bang ze was dat de kat dood zou gaan, en herinnert zich nog de knallende ruzie met Rachel. Jud schiet hem na enige twijfel te hulp en neemt hem opnieuw mee naar het dierenkerkhof, via een pad voorbij de boomstammenbarrière. Dat leidt naar het echte kerkhof, een oude Micmac-begraafplaats. Jud laat Louis de kat daar begraven.
De dag erna komt de kat terug, maar hij is anders. Hij kan niet meer goed recht lopen, hij stinkt naar de dood, en jaagt vaker op vogels en muizen om ze te doden zonder ze te eten. Jud legt uit dat maar een paar mensen het geheim kennen en dieren op het Indianenkerkhof hadden begraven. Ze kwamen terug maar waren allemaal een tikje anders, een 'beetje dood'. Alsof ze ergens geweest waren en niet helemaal teruggekomen. Vals werden ze vrijwel nooit, maar er was wel een duidelijke verandering. Zo had Jud bijvoorbeeld zijn eigen hond Spot op het kerkhof begraven, waarna de hond was teruggekomen en nog enkele jaren heeft geleefd. Slechts in één geval werd een dier vals, een stier die iedereen aanviel. Ellie merkt niets, maar omdat de kat nu zo stinkt wordt hij niet meer door haar in bed getolereerd. Rachel schrijft de veranderingen toe aan de recente castratie. 
Nog later wordt Gage, inmiddels een peutertje, geschept door een truck, en is op slag dood. Louis, gek van verdriet, overweegt Gage te begraven op het Indianenkerkhof, maar Jud probeert hem ervan af te brengen. Slechts een keer had iemand dat gedaan, bij zijn in de Tweede Wereldoorlog gesneuvelde zoon Timmy. De jongen kwam terug als een soort zombie, schold de dorpsbewoners uit, en confronteerde hen met zaken die hij niet kon weten, bijvoorbeeld Jud met het feit dat hij stiekem weleens naar de hoeren ging. De vader kon het uiteindelijk niet meer aan en doodde zijn zoon een tweede keer en pleegde zelfmoord. Jud vermoedde dat iets, misschien een demon, bezit had genomen van de jongen. Het Indianenkerkhof is bovendien volgens de overlevering een plaats waar de wendigo komt, een griezelwezen dat mensen in kannibalen kan veranderen. Daarom raadt hij af Gage daar te begraven. Inmiddels heeft Jud spijt dat hij Louis het Indianenkerkhof heeft laten zien en vermoedt dat de duistere kracht die daar huist hem heeft gemanipuleerd.
Louis wil toch doorzetten, en is van plan Gage te herbegraven wanneer Ellie en Rachel bij zijn schoonouders zijn. In zijn verdriet en wellicht ook onder invloed van de kwaadaardige macht hoopt hij dat Gage niet als een monster zal terugkomen maar meer als de dieren die niet vals werden; wellicht iets anders maar nog steeds Gage. Mocht het plan slagen, dan wil Louis met zijn gezin naar Florida trekken, ver van zijn schoonouders en Maine waar zoveel is gebeurd.
Pascow verschijnt nu in een droom aan Ellie om haar en Rachel te waarschuwen. Het blijkt dat hij Louis wil helpen omdat hij en Louis een speciale band hadden omdat Louis erbij was toen Victor overleed en zijn ziel zijn lichaam verliet. Rachel laat Ellie achter en probeert terug te reizen naar Maine. Ze belt Jud op om hem te waarschuwen, en Jud besluit Louis op zijn veranda op te wachten om hem van zijn plan af te houden. Maar de duistere kracht is sterk en zorgt ervoor dat Jud in slaap valt en dat Rachel onderweg terug naar Ludlow wordt opgehouden door allerlei tegenslagen. En beiden menen een stem te horen: Bemoei je er niet mee of je zal er spijt van krijgen!
Inmiddels graaft Louis zijn zoon op om hem op het Indianenkerkhof te herbegraven. Hij ziet de wendigo maar zet toch door. Gage komt terug als een bezeten schaduw van zichzelf. Hij steelt een scalpel van Louis en gaat naar Juds huis. Daar beledigt hij Jud in termen die een kind van 2 niet eens hoort te kennen, noemt hem opnieuw een hoerenloper, en zegt op zeer grove toon dat zijn vrouw Norma een slet was die het achter Juds rug met al zijn vrienden deed. Als Jud zijn zelfbeheersing verliest en op hem af komt, vallen Church en Gage hem aan, en doodt Gage hem met de scalpel. Ook Rachel, die net thuiskomt, wordt door Gage gedood. Gage consumeert vervolgens samen met Church delen van hun lichamen.
Louis ziet wat er gebeurd is en neemt een besluit. Hij vult injectiespuiten met morfine, waarmee hij eerst Church en vervolgens Gage een overdosis toedient. Als de morfine begint te werken staakt Gage zijn agressie, het gele licht in zijn ogen dooft, en heel even ziet Louis zijn echte zoon weer, vrij van de demon. 'Pappie' roept Gage, en valt dood neer. Louis is nu volledig grijs geworden.
Louis meent dat hij bij Gage de fout had gemaakt te lang te wachten, zodat iets bezit van hem kon nemen. Maar bij Rachel wil hij het 'anders doen', en meent hij dat er niets mis kan gaan als hij haar maar meteen na haar dood op het Indianenkerkhof begraaft. Na met de politie te hebben gepraat speelt Louis kaart tot ver na middernacht. Dan hoort hij voetstappen naderen, en Rachels stem 'Lieveling' zeggen.
Of Rachel wel of niet bezeten is laat het einde in het midden, hoewel het boek sterk suggereert dat dit waarschijnlijk wel zo is.

## Achtergrond
Stephen King kreeg het idee voor Dodenwake in 1978, toen hij een tijdelijk als docent verbonden was aan de Universiteit van Maine in Orono. Samen met zijn gezin verhuisde hij hiervoor naar een huis aan een drukke straat, waar het fictieve huis van de familie Creed op gebaseerd werd. Nabij het huis lag net als in Dodenwake een dierenkerkhof waar kinderen uit de buurt hun huisdieren – met name de dieren die in die straat die door een aanrijding waren omgekomen – begroeven. Tijdens hun verblijf in dat huis werd Kings zoon Owen ook bijna overreden, hetgeen King inspireerde voor het ongeluk dat het personage Gage overkwam.
Aanvankelijk vond King het verhaal zelf te morbide voor publicatie. Omdat hij – om zijn contractuele verplichtingen aan zijn toenmalige uitgeverij Doubleday na te komen – nog één boek moest aanleveren, besloot hij na aandringen van zijn vrouw Tabitha en zijn vriend Peter Straub om toch Dodenwake alsnog in te sturen.